# Milionia pulchrinervis
Milionia pulchrinervis är en fjärilsart som beskrevs av Felder 1868. Milionia pulchrinervis ingår i släktet Milionia och familjen mätare. Inga underarter finns listade i Catalogue of Life.